# Jasper Good
Pour les articles homonymes, voir Good.
Jasper Good, né le 10 avril 1996 à Steamboat Springs, est un coureur du combiné nordique américain. 

## Biographie
Né à Steamboat Springs, il y commence le saut à ski et devient membre du club local.
Good est sélectionné en équipe nationale dans la Coupe continentale en fin d'année 2012, puis participe aux Championnats du monde junior en 2013, 2014 et 2015, année ou il prend part à sa première course de Coupe du monde dans un sprint par équipes à Lahti et 2016. En 2016, il affiche trois résultats dans le top vingt en Coupe continentale à Soldier Hollow. Un an plus tard, il apparaît individuellement dans la Coupe du monde à  Sapporo.
Il participe aux Jeux olympiques d'hiver de 2018, à Pyeongchang, où il finit 45e sur la course avec petit tremplin et 43e sur celle avec grand tremplin en individuel.
À l'été 2018, il marque ses premiers points dans le Grand Prix, notamment classé 23e à Villach. Quelques mois plus tard, il marque ses premiers points en Coupe du monde à Trondheim (29e).
Il prend sa retraite sportive en 2023.

## Palmarès

### Jeux olympiques d'hiver
| Épreuve / Édition   | Individuel     | Individuel     | Par équipes Grand tremplin |
| Épreuve / Édition   | Petit tremplin | Grand tremplin | Par équipes Grand tremplin |
| JO 2018 Pyeongchang | 45e            | 43e            | -                          |
| JO 2022 Pékin       | -              | 34e            | 6e                         |

### Championnats du monde
| Épreuve / Édition        | Individuel     | Individuel     | Par équipes           | Par équipes           |
| Épreuve / Édition        | Petit tremplin | Grand tremplin | Grand tremplin Sprint | Petit tremplin Relais |
| Mondiaux 2019 Seefeld    | 46e            | 47e            | -                     | -                     |
| Mondiaux 2021 Oberstdorf | 43e            | 41e            | -                     | -                     |

### Coupe du monde
- Meilleur classement général : 64e en 2019.
- Meilleur résultat individuel : 29e.

#### Classements en Coupe du monde
| Année     | Classement général final |
| 2018-2019 | 64e                      |
| 2019-2020 | -                        |
| 2020-2021 | -                        |
| 2021-2022 | -                        |
| 2022-2023 | -                        |